# Jean-Pierre Rosnay
Pour les articles homonymes, voir Rosnay.
Jean-Pierre Rosnay, né le 8 avril 1926 à Lyon et mort le 19 décembre 2009 à Paris 15e,, est un poète et écrivain français du XXe siècle. Il poursuivit sans relâche, aux côtés de sa muse Marcelle Rosnay, un combat pour rendre la poésie contagieuse et inévitable, et son nom est devenu indissociable du Club des poètes et du rituel « amis de la poésie, bonsoir ! » par lequel débutaient ses émissions de poésie à la radio et à la télévision.

## Biographie

### Résumé
Il est issu d'un milieu populaire (son père Gabriel était contremaître à l'usine Berliet), il découvre la poésie par un oncle qui lui fait lire les classiques. Engagé très jeune dans la Résistance armée contre les nazis, il en garde des blessures irréparables et un profond sens de la révolte. Fonde après la guerre le mouvement des Jeunes Auteurs Réunis, à travers lequel il publie ses premiers recueils de poèmes. Fonde en 1961 le cabaret Club des poètes (poèmes dits, poèmes chantés) pour, dit-il, « rendre la poésie contagieuse et inévitable ». Parallèlement, il anime des émissions de poésie à la radio et la télévision jusqu'en 1983, et tient la rubrique poésie de l'hebdomadaire Les Nouvelles Littéraires.

### Enfance à Lyon
Descendant de romanis sédentarisés, il naît dans une famille protestante, à Monplaisir-la-Plaine, un quartier de Lyon, le 8 avril 1926.
Monplaisir, qui fait alors partie du 7e arrondissement de Lyon (aujourd'hui du 8e arrondissement), abrite des familles ouvrières de toutes nationalités qui travaillent dans les nombreuses industries locales. Jean-Pierre Rosnay en parle comme d'une « espèce de ghetto où tous les Arméniens, les Espagnols, les Italiens sont venus se donner rendez-vous ».
À 5 ans il perd sa mère Violette, qui ne cessera d'habiter son œuvre par la suite et dont il prendra le nom de famille. Il est alors élevé par une tante, jusqu'au remariage de son père. Habitant un quartier populaire, il apprend à se battre, et l'enfant gringalet se défend très bien puisque, selon son instituteur, pour l'empêcher de se battre « il faudrait l'enfermer ». Ce sens de la bagarre l'habitera toujours, non pour agresser mais pour se défendre ou pour lutter contre l'oppression.
À 12 ans, il est mis en pension à l'internat municipal de Tourvielle (25 rue de Tourvielle, devenu Lycée Édouard Branly vers 1970), s'enfuit l'année suivante et se réfugie dans une ferme à Saint-Paul-Trois-Châteaux.

#### Découverte de la poésie
Son oncle Justin, ancien professeur de l'École normale, l'initie très tôt à la poésie, lui faisant lire des classiques à voix haute, ne pouvant plus lire lui-même. Cette « formation » aux classiques marquera son style d'écriture, la phrase rimant naturellement (et rythmiquement), mêlant dans une langue impeccable un vocabulaire simple et contemporain, et des mots un peu désuets. De son propre aveu, Jean-Pierre Rosnay combattra cette tendance qui procure pourtant à ses poèmes un charme certain (tout en reconnaissant que notre oreille restera longtemps encore accoutumée à la prosodie classique).

### Engagement dans la Résistance
En octobre 1941, à l'âge de quinze ans et demi, il entre dans les maquis de la Résistance contre le nazisme.
Sous le pseudonyme de « Bébé », il appartient au Premier groupe franc de l'Armée Secrète commandée par le futur général Jean Vallette d'Osia. Il combat en Haute-Savoie, au Mont Mouchet et dans le Maquis du Vercors. Il reçoit la Croix de guerre à 17 ans.

#### Les circonstances
« Les circonstances ont fait de moi, à 15 ans et demi, un membre du premier groupe-franc de l'Armée secrète en Haute-Savoie ».
Son père Gabriel Roméas était un membre important de la Résistance en Rhônes-Alpes (mouvement Combat). Un soir d'octobre 1941 son père ne revient pas. Suivant les instructions de celui-ci, Jean-Pierre Rosnay détruit des papiers et rejoint un contact. Il demande à se battre. On regarde avec étonnement ce gringalet de 15 ans. Cependant c'est le fils de Gabriel. Alors on le prévient qu'il règne de dures conditions « là-haut », et qu'il n'est pas permis de redescendre du maquis. Devant son obstination on le conduit au camp du Grand-Môle, situé au-dessus du village de Saint-Jeoire, en Haute-Savoie. Il s'agit alors du premier maquis de France, qui compte une trentaine de jeunes gens (plus tard l'Armée Secrète s'organisera en trentaines).
À 15 ans, Jean-Pierre Rosnay en est le benjamin. Mais il faut bien comprendre que dans ces premières années de guerre les maquisards sont tous très jeunes, leur chef Henri Plantaz-Lavaz n'a que 19 ans. Ils sont « ces adolescents ivres de liberté, infiniment neufs, ces anges, dont quelques-uns étaient imberbes - les autres fiers de leur poils au menton ».
Lorsqu'il doit adopter un pseudonyme, il propose Tom Mix. On se moque de lui : « bébé, va ». Et Bébé devient son nom de guerre.
Avant de dire un poème sur la Résistance ou d'évoquer un fait d'armes, Jean-Pierre Rosnay rappelait toujours ce rôle des circonstances, en minimisant ainsi son engagement pourtant volontaire dans la Résistance.

#### Les combats
Sous le pseudonyme de « Bébé », il appartient au Premier groupe franc de l'Armée Secrète commandée par le futur général Jean Vallette d'Osia, alors commandant. Il combat tout d'abord en Haute-Savoie, fait partie des combattants envoyés prendre part à la Bataille du Mont Mouchet en mai 1944 en Haute-Loire et en Lozère. Il écrit des poèmes et des chansons de marche pour soutenir le moral des combattants. Il aura la surprise d'entendre certains de ses poèmes sur les ondes de Radio Londres. À Combovin, dans le Vercors, les maquisards croisent la communauté de Boimondeau créée par Marcel Barbu.
En 1944, chargé d'éliminer Klaus Barbie, il est arrêté à la suite d'une trahison. Incarcéré à l'École de santé militaire, siège de la Gestapo de Lyon, il est torturé pendant 4 mois par les services de Klaus Barbie. Il s'en évade et rejoint le maquis du Vercors pour reprendre le combat jusqu'à la Libération. Il y sera gravement blessé lors de l'attaque d'un convoi allemand ; la vision du ciel bleu précédant son évanouissement et le souvenir de ses amis tombés à ses côtés le poursuivront toute sa vie ; il cherchera longtemps à en donner l'écho dans ses poèmes (la vision du ciel « brûlé [par] la flamme d'un invisible chalumeau jusqu'à ce bleu douloureux » sera retranscrite 40 ans plus tard dans le poème « Fragments et reliefs »).
Enrôlé dans l'armée régulière, il sert brièvement dans les forces d'occupation en Alsace et en Allemagne.

### Les JAR
Il fonde après la guerre le mouvement poétique des Jarivistes (JAR : « Jeunes Auteurs Réunis ») auquel participèrent entre autres son beau-frère Georges Moustaki, Guy Bedos, Georges Brassens, et qui défraye la chronique en organisant des « scandales poétiques » (enlèvement de Julien Gracq, enterrement de l'existentialisme), dans la lignée des surréalistes à l'égard de qui il prend pourtant ses distances en affirmant renouer avec une tradition poétique qui fait rimer le cœur avec la raison.
Après Robert Desnos, avec Philippe Soupault et André Frédérique, il est un des précurseurs d'une poésie qui prend à contre-pied le mythe du poète maudit et prétend trouver son public, en ne négligeant pas d'utiliser pour cela les nouveaux médias : radio, télévision, téléphone, minitel, internet... ou le cabaret.

### Le cabaret Club des poètes
En 1961 il fonde le Club des poètes, un cabaret où, avec sa « muse » (c'est son mot) et épouse Tsou, il organise des rencontres avec des poètes et des spectacles poétiques, où viennent lui rendre visite, entre autres, Louis Aragon, Raymond Queneau, Pablo Neruda, Ana Blandiana, Vinícius de Moraes, Ma Desheng, Mahmoud Darwich, Virgile Georghiu. Il organise en 1978, avec Léopold Sédar Senghor, le premier Festival international de poésie de Paris, qui accueille des poètes du monde entier, à l'occasion de spectacles dans tous les hauts-lieux poétiques parisiens (hommage à Apollinaire au Pont Mirabeau, « Poètes devant Dieu » à Notre-Dame de Paris, Récital Victor Hugo, Place des Vosges).
À la mort de Jean-Pierre Rosnay, le club est repris par son fils, Blaise Rosnay. Marcelle, la Muse éternelle, est toujours présente au Club où elle intervient plusieurs fois par semaine.
Il est inhumé au cimetière du Montparnasse (division 6).

### Radio et télévision
Dès le début des années 1960, il présente des émissions poétiques à la radio et à la télévision, « Les Diagonales » enregistrées dans une mise en scène soignée, et « Le Club des poètes » sur le ton du direct. Sa formule d’ouverture « Bonsoir, amis, bonsoir! » ou « Amis de la poésie, bonsoir! » devient célèbre.
Plusieurs fois censurées, ses émissions « à éclipse » se sont prolongées pendant 25 ans. Ainsi, en pleine guerre d'Algérie le poème Liberté Égalité Fraternité de Victor Hugo fait scandale, et l'émission est interdite plusieurs années. Plus tard les interviews de Louis Aragon ou Pablo Neruda disparaissent mystérieusement et l'émission est interdite.
Éclectiques, d'un ton très libre et n'acceptant aucune hiérarchie établie, ses émissions proposaient aussi bien des poèmes d'humour, des fables pour les enfants, des poèmes classiques, des poèmes mis en musique ou dits à plusieurs voix (par le trio Les Poémiens ou le duo des Diagonales), des auteurs classiques, célèbres ou injustement méconnus (Louis Emié, Yvan Goll, Saint-Pol-Roux...) que des jeunes poètes rencontrés quelques jours plus tôt.

### Édition et Journalisme
- Éditions I.P.O. puis J.A.R.
- Articles dans Combat, La Pensée, Les Cahiers de l’Herne, Les Nouvelles Littéraire, Humanisme
- Éditions de poètes en poche : Tristan Corbières (Nouvel office d’édition)
- fête du livre et de la poésie avec Hervé Bazin et Jean Grassin
- Revues Les Cahiers du Club des poètes, Un soir au club des poètes et Vivre en Poésie
- éditions du Club des poètes
- Radio téléphonique État d’Urgence
- Minitel 3615 CLP
- Site internet poesie.net

## Œuvre poétique
Dès ses premiers recueils publiés aux éditions des Jeunes auteurs réunis (JAR), dont il était l'animateur, Jean-Pierre Rosnay inaugure une parole poétique qui, sans se préoccuper des écoles et des théories, a pour vocation de rejoindre son lecteur dans son expérience la plus simple et la plus intime de la vie, dans une langue limpide, chaleureuse et accessible, qui ne veut parler que de l'essentiel : la vie, l'amour, la mort, les enfants, et encore la vie. Marqué par son expérience de résistant, dont il dévoile l'initiation spirituelle dans son premier livre publié chez Gallimard et salué en 1957 par Raymond Queneau, Le Treizième Apôtre, il trouve dans la poésie une forme de résistance prolongée contre la brutalité des hommes. « J'ai le regret du sang versé / Maudit soit le bruit de la guerre / Tous ceux qui ont connu ma mère / Iront au ciel la retrouver ».

## Œuvres
- SOS, essai avec Isidore Isou, 1950 (éditions IPO)
- Rafales, poèmes, 1950 (éditions IPO), réédition 1951 (éditions des Jeunes auteurs réunis - JAR)
- Coup de tête, récit / roman, 1951 (JAR)
- Les Décalcifiés, pamphlet, 1951 (JAR)
- Les Cheveux dans les yeux, roman, 1951 (JAR)
- Lettre ouverte au public, pamphlet, 1951 (JAR)
- La Foire aux ludions, poèmes, 1952 (JAR)
- Le Jarivisme ou Introduction à un nouveau système de pensée, essai, 1952 (JAR)
- Le Treizième apôtre, poème, 1954 (Gallimard)
- Comme un bateau prend la mer, poèmes, 1956 (Gallimard), réédition 2006 (Club des poètes)
- Les Diagonales, poèmes, 1960 (Gallimard), réédition 2006 (Club des poètes)
- Saint-Tropez priez pour nous, choix de poèmes, K7 audio 1988, réédition CD audio 1990 (Sous la Lime). Voir le sommaire chez l’éditeur
- Timbres-poèmes Jean-Pierre Rosnay, 10 poèmes sur une planche de timbres poste, 1989 éditions du Cygne, Amboise
- Fragment et relief, poèmes, 1994, (Club des poètes)
- Femmes, poème, illustré par Robert Petit-Lorraine (Club des poètes)
- Ab imo pectore, choix de poèmes et 7 inédits, 1995 (Alberto Tallone), Turin
- Droit de délire, choix de poèmes, CD audio, 1996 (Sous la Lime). Voir le sommaire chez l’éditeur
- Danger falaises instables, poèmes, illustré par Sacha Putov, 2002 (Club des poètes)

### Publications posthumes
- Rappelle-toi, 3 poèmes suivis de la traduction italienne d'Amaranta Sbardella, 2011 (Alberto Tallone), Turin
- L’accent circonflexe et la petite cédille, choix de poèmes pour les enfants, illustré par Sacha Putov, 2016 (Lire c'est partir, N°0038), 96 pages.
- Je ne suis né que pour quelques poèmes, anthologie de poèmes et d’extraits de romans, avec plusieurs photos et des éléments biographiques, 2022 (Club des poètes)

### Direction d’anthologies
- Avec les Francs Tireurs des Lettres, anthologie poétiques de membres des Jeunes Auteurs Réunis, 1952 (JAR)
- Anthologie des jeunes auteurs, préface de Raymond Queneau, 1955 (JAR)
- Croisière du Club des poètes, Anthologie poétique, anthologie de poèmes de diverses époques et pays, 1976, (Jean Grassin)
- Poésie de la Résistance et de la déportation, anthologie poétique, 1985 (Jeunesse-Formation-Culture), 47 pages, illustré, 16 cm.
- Poésie de la Résistance et de la déportation, anthologie poétique sur disque 33 tours, publiée par la FNDIRP, 1987 (Voxigrave) Référence Voxigrave ST 7304. Voir le sommaire sur Discogs
- Le Mot et la chose, anthologie poétique sonore, CD audio, 1990 (Sous la Lime). Voir le sommaire chez l’éditeur
- Un soir au Club des poètes, anthologie poétique sonore, CD audio, 1995 (Sous la Lime). Voir le sommaire chez l’éditeur

### Traductions en langues étrangères
- When A Poet Sees A Chestnut Tree, choix de poèmes, bilingue anglais-français, traduction et présentation de Jim Kates (en), 2010 (Green Integer, N°166),  (ISBN 978-1933382203), 125 pages.
- Secret Wars, choix de poèmes, traduction vers l'anglais de Jim Kates (en), 2012 (Cold Hub Press)  (ISBN 978-0-473-16829-2)
- "I Have Invented Nothing" choix de poèmes, bilingue anglais-français, traduits par Jim Kates (en), 2018 (Commonwealth Books, Black Widow Press)  (ISBN 978-0999580318), 245 pages.
- Rappelle-toi, 3 poèmes suivis de la traduction italienne d'Amaranta Sbardella, 2011 (Alberto Tallone), Turin

### Émissions de radio et de télévision
- Et vive la poésie!, montage d’extraits des émissions radio de Jean-Pierre Rosnay, CD audio, 1993 (Sous la lime). Voir le sommaire sur le site de l’éditeur
- C'était le Club des poètes, montage d’extraits des émissions TV de Jean-Pierre Rosnay «Les Diagonales» et «Le Club des Poètes», 2011 (L'originedumonde). En accès libre sur You Tube

### Essais sur son œuvre
- Anthologie des jeunes auteurs, Hervé Bazin, Louis Calaferte, René Fallet, Yves Gibeau, Maurice Raphaël, Jean-Pierre Rosnay, 33 pages d'introduction par Raymond Queneau, Paris : Éd. JAR, 1955. - 246 p. - R. Queneau y commente un large extrait du Treizième apôtre — plusieurs réimpressions jusqu'en 1957 (d'après catalogue BNF).
- Les Diagonales, par Franz Hellens, in La Nouvelle Revue Française, 1er mai 1961, 9e année, N° 101.
- Paths to Contemporary French Literature, par John Taylor, Transaction Publishers, Volume 3 (2012), article « Jean-Pierre Rosnay », p. 96-98.
- Jean-Pierre Rosnay, essai et choix de poème, par Jean-Luc Maxence, 2016 (Le Nouvel Athanor, collection Poètes trop effacés)  (ISBN 978-2356230669), 99 pages.
- Vivre en Poésie, par Marcelle Rosnay, 2017 (Éditions Polaire).